# 上清派
上清派是在晋朝时由南天师道演变、分化而形成的一个道教派别。以《上清经》（《上清大洞真经》）、《黄庭经》为主要经典，奉魏華存为开派祖师。
在上清派发展史上，发展和传播上清经系的主要是杨羲，许谧和许翙等。东晋兴宁二年（364年）道士杨羲声称魏華存（南嶽魏夫人）传授给他上清众经31卷。到东晋末年，道士王灵期加以增饰，开始广泛流传。至陶弘景时，茅山成为上清派活动的中心，因此这以后的上清派被称为茅山宗。
上清派强调人体内精气神的修炼，重登斋入靖、存思诸神形象，不重炼外丹。该派开创人物认为依上清法修行得道、即可升入“上清”，主神為元始天王（後稱元始天尊），比天师道主神太上老君的“太清”更高。上清派的开创人物均为上流社會出身，有较高的文化修养，和统治阶级上层亦有联系。上清派的出现，反映了民间道教转向士大夫道教发展的变化。